# Marca loxia
Marca loxia är en fjärilsart som beskrevs av George Francis Hampson 1905. Marca loxia ingår i släktet Marca och familjen nattflyn. Inga underarter finns listade i Catalogue of Life.